# Liste der meistverkauften Singles in den USA (1947)
Dies ist eine Liste der meistverkauften Singles in den von Billboard ermittelten Best-Sellers-in-Stores-Charts (Verkaufscharts) in den USA im Jahr 1947.
| Rang | Interpret                                                     | Titel & Komponisten | Label & Katalognummer        |
| ---- | ------------------------------------------------------------- | --- | ---------------------------- |
| 1    | Francis Craig Orchester (voc. Bob Lamm)                       | „Near You“ (Francis Craig & Kermit Goell) – B-Seite: „Red Rose“                                                                              | Bullet 1001                  |
| 2    | The Harmonicats                                               | Peg o’ My Heart (Alfred Bryan & Fred Fisher) – B-Seite: „Fantasy Impromptu“                                                                  | Vitacoustic 1                |
| 3    | Ted Weems Orchester & Almo Tanner                             | „Heartaches“ (Al Hoffman & Al Kiener) – Decca B-Seite: „Oh Monah“; Victor B-Seite: „Piccolo Pete“                                            | Decca 23017 & Victor 20-2175 |
| 4    | Ray Noble Orchester (voc. Buddy Clark)                        | „Linda“ (Mack Gordon & Edmund Goulding) – B-Seite: „Love Is A Random Thing“                                                                  | Columbia 37215               |
| 5    | Tex Williams Western Caravan                                  | „Smoke! Smoke! Smoke! (That Cigarette)“ (Merle Travis & Tex Williams) – B-Seite: „Round-Up Polka“                                            | Capitol Americana 40001      |
| 6    | Vaughn Monroe & The Vaughn Monroe – Moon Maids                | „I Wish I Didn’t Love You So“ (Frank Loesser) – B-Seite: „Tallahassee“                                                                       | Victor 20-2294               |
| 7    | Al Jolson & Morris Stoloff Orchester                          | „Anniversary Song“ (Al Jolson & Saul Chaplin) – B-Seite: „Avalon“                                                                            | Decca 23714                  |
| 8    | Larry Green Orchester                                         | „Near You“ (Francis Craig & Kermit Goell) – B-Seite: „Pic-A-Nic-In“                                                                          | Victor 20-2421               |
| 9    | Sammy Kaye Orchester (voc. Don Cornell & The Kaydets)         | „That’s My Desire“ (Carroll Loveday & Helmy Kress) – B-Seite: „The Red Silk Stockings And The Green Perfums“                                 | Victor 20-2551               |
| 10   | Vaughn Monroe                                                 | „Ballerina“ (Bob Russell & Carl Sigman) – B-Seite: „The Stars Will Remember“                                                                 | Victor 20-2433               |
| 11   | Freddy Martin & Stuart Wade Ensemble                          | „Managua, Nicaragua“ (Albert Gamse & Irving Fields) – B-Seite: „Heaven Knows When“                                                           | Victor 20-2026               |
| 12   | Art Lund & Johnny Thompson Orchester                          | „Mam’selle“ (Mack Gordon & Edmund Goulding) – B-Seite: „Sleepy Time Gal“                                                                     | MGM 10011                    |
| 13   | Perry Como, The Satisfiers & Lloyd Shaffer Orchester          | „Chi-Baba, Chi-Baba“ (Mack David, Al Hoffman & Jerry Livingston) – B-Seite: „When You Were Sweet Sixteen“                                    | Victor 20-2259               |
| 14   | Red Ingle Natural Seven & Jo Stafford als Cinderella G. Stump | „Timtayshun“ – B-Seite: „(I Love You) For Seventy Mental Reasons“                                                                            | Capitol 412                  |
| 15   | Ted Weems Orchester & Perry Como                              | „I Wonder Who’s Kissing Her Now“ (James Thornton) – B-Seite: „That Old Gang of Mine“                                                         | Decca 25076 & Victor 20-2315 |
| 16   | The Andrews Sisters & Vic Schoen Orchester                    | „Near You“ (Francis Craig & Kermit Goell) – B-Seite: „How Lucky You Are“                                                                     | Decca 24171                  |
| 17   | Sammy Kaye Orchester (voc. Billy Williams & Chor)             | „The Old Lamplighter“ (Charles Tobias & Nat Simon) – B-Seite: „Touch-Me-Not“                                                                 | Victor 20-1963               |
| 18   | Perry Como, The Satisfiers & Floyd Shaffer Orchester          | „When You Were Sweet Sixteen“ (James Thornton) – B-Seite: „Chi-Baba, Chi-Baba“                                                               | Victor 20-2259               |
| 19   | Jack Owens & Eddie Ballantine Orchester                       | „How Soon (Will I Be Seeing You)?“ (Jack Owens & Carrol Lucas) – B-Seite: „Begin the Beguine“                                                | Tower 1258                   |
| 20   | Arthur Godfrey & Archie Bleyer Orchester                      | „Too Fat Polka (I Don't Want Her, You Can Have Her, She's Too Fat For Me)“ (Ross MacLean & Arthur Richardson) – B-Seite: „For Me And My Gal“ | Columbia 37921               |